# Suiza en los Juegos Olímpicos de Barcelona 1992
Suiza estuvo representada en los Juegos Olímpicos de Barcelona 1992 por un total de 102 deportistas que compitieron en 17 deportes.  
El portador de la bandera en la ceremonia de apertura fue el gimnasta Daniel Giubellini.

## Medallistas
El equipo olímpico suizo obtuvo las siguientes medallas:
| Nombre      | Deporte | Competición  |
| ----------- | ------- | ------------ |
| Oro         |         |              |
| Marc Rosset | Tenis   | Individual M |
| Plata       |         |              |
| —           |         |              |
| Bronce      |         |              |
| —           |         |              |